# 1. Kantonsliga (Föderation Bosnien und Herzegowina)
Die 1. Kantonsligen (bosnisch Kantonalna liga) der Föderation FBiH sind in den meisten Kantonen der FBiH die tiefste Fußballliga, in der Mannschaften aus dieser bosnischen Entität spielen können. Ausnahmen sind die Verbände des Kanton Tuzla und des Kanton Posavina. Hier gibt es jeweils eine zweite und in Tuzla sogar eine dritte Kantonsliga. Die Meister steigen direkt in die Zweite Liga der Föderation Bosnien und Herzegowina (Druga Liga FBiH) auf.

## Saison 2022/23

### Vereine
| Kanton Sarajevo (Kantonalna liga KS) | Kanton Sarajevo (Kantonalna liga KS) |
| Mannschaft                           | Platzierung                          |
| ------------------------------------ | ------------------------------------ |
| FK Igman Ilidža                      | 1. (Gruppe A)                        |
| FK Mladost Župča                     | 1. (Gruppe B)                        |
| FK Saobraćajac                       | 2. (Gruppe A)                        |
| NK Ozren Semizovac                   | 2. (Gruppe B)                        |
| FK Vratnik                           | 3. (Gruppe A)                        |
| NK Pofalićki                         | 3. (Gruppe B)                        |
| NK Jedinstvo Ilijaš                  | 4. (Gruppe A)                        |
| NK SAŠK Napredak                     | 4. (Gruppe B)                        |
| NK Stup                              | 5. (Gruppe A)                        |
| FK Omladinac Ilidža                  | 5. (Gruppe B)                        |
| FK Butmir                            | 6. (Gruppe A)                        |
| NK Bojnik                            | 6. (Gruppe B)                        |
| FK El Tarik                          | 7. (Gruppe A)                        |
| FK Hrid                              | 7. (Gruppe B)                        |
| ŠF Respekt                           | 8. (Gruppe B)                        |

| Kanton Tuzla (1. Kantonalna liga TK) | Kanton Tuzla (1. Kantonalna liga TK) |
| Mannschaft                           | Platzierung                          |
| ------------------------------------ | ------------------------------------ |
| NK Omladinac Mionica                 | 1.                                   |
| NK Željezničar Jelovče Selo          | 2.                                   |
| NK Rijeka Šerići                     | 3.                                   |
| NK Rainci                            | 4.                                   |
| NK Slatina Bašigovci                 | 5.                                   |
| FK Jedinstvo 1952 Vučkovci           | 6.                                   |
| NK Ingram                            | 7.                                   |
| FK DSK Devetak                       | 8.                                   |
| NK Mladost Puračić                   | 9.                                   |
| NK Mladost Gornje Živinice           | 10.                                  |
| NK Doboj Istok Klokotnica            | 11.                                  |
| FK Mladost 78 Donje Vukovije         | 12.                                  |
| NK Vražići 92                        | 13.                                  |
| NK Trebava                           | 14.                                  |
| NK Mramor Babice                     | 15.                                  |
| NK Slaven Živinice                   | 16.                                  |

| Kanton Zenica-Doboj (Kantonalna liga ZDK) | Kanton Zenica-Doboj (Kantonalna liga ZDK) |
| Mannschaft                                | Platzierung                               |
| ----------------------------------------- | ----------------------------------------- |
| NK Nemila                                 | 1.                                        |
| NK Čelični grad – Steel city              | 2.                                        |
| FK Liješeva                               | 3.                                        |
| NK Zmaj Buzić Mahala                      | 4.                                        |
| NK Borac Tetovo                           | 5.                                        |
| NK Fortuna Zenica                         | 6.                                        |
| NK Vareš                                  | 7.                                        |
| NK Napredak Šije                          | 8.                                        |
| NK Pobjeda Tešanjka                       | 9.                                        |
| Novi Šeher                                | 10.                                       |
| NK Proleter Makljenovac                   | 11.                                       |
| NK Sporting Zenica                        | 12.                                       |

| Kanton Zentralbosnien (Kantonalna liga SBK) | Kanton Zentralbosnien (Kantonalna liga SBK) |
| Mannschaft                                  | Platzierung                                 |
| ------------------------------------------- | ------------------------------------------- |
| FK Fojnica                                  | 1. (Gruppe A)                               |
| NK Jajce                                    | 1. (Gruppe B)                               |
| NK Busovača                                 | 2. (Gruppe A)                               |
| FK Radnik Donji Vakuf                       | 2. (Gruppe B)                               |
| NK Bilalovac CPU                            | 3. (Gruppe A)                               |
| NK Sportprevent                             | 3. (Gruppe B)                               |
| NK Kreševo                                  | 4. (Gruppe A)                               |
| NK Sloga Gornji Vakuf – Uskoplje            | 4. (Gruppe B)                               |
| OFK Lugovi                                  | 5. (Gruppe A)                               |
| NK Karaula                                  | 5. (Gruppe B)                               |
| FK Kaćuni                                   | 6. (Gruppe A)                               |
| NK Gorica Guča Gora                         | 6. (Gruppe B)                               |
| NK Šantići                                  | 7. (Gruppe A)                               |
| NK Bobovac                                  | 7. (Gruppe B)                               |
| NK Nova Bila                                | 8. (Gruppe A)                               |
| FK Dnoluka Jajce                            | 8. (Gruppe B)                               |

| Kanton Una-Sana (Kantonalna liga USK) | Kanton Una-Sana (Kantonalna liga USK) |
| Mannschaft                            | Platzierung                           |
| ------------------------------------- | ------------------------------------- |
| Bajer 99 Velagići                     | 1.                                    |
| NK Borac Izačić                       | 2.                                    |
| Omladinac 75                          | 3.                                    |
| NK Mladost 1938                       | 4.                                    |
| NK Omladinac Sanica                   | 5.                                    |
| NK Željezničar Bosanska Krupa         | 6.                                    |
| NK Ključ                              | 7.                                    |
| NK Brekovica 78                       | 8.                                    |

| Kanton Posavina (1. Županijska liga Posavina) | Kanton Posavina (1. Županijska liga Posavina) |
| Mannschaft                                    | Platzierung                                   |
| --------------------------------------------- | --------------------------------------------- |
| Mladost Domaljevac                            | 1.                                            |
| Sloga Prud                                    | 2.                                            |
| NK 19 Srpanj Oštra Luka                       | 3.                                            |
| Sloga Tolisa                                  | 4.                                            |
| Kostrč                                        | 5.                                            |
| Dragovoljac Novo Selo                         | 6.                                            |
| Korpar Grebnice                               | 7.                                            |
| Hajduk Orašje                                 | 8.                                            |
| Dinamo 75 Prijedor                            | 9.                                            |
| Vitanovići 78                                 | 10.                                           |
| Mladost Donji Svilaj                          | 11.                                           |
| HAŠK Napredak Ulović                          | 12.                                           |
| NK Mladi Zadrugar Donji Rahić                 | 12.                                           |

| Kanton Bosnisches Podrinje (Kantonalna liga BPK) | Kanton Bosnisches Podrinje (Kantonalna liga BPK) |
| Mannschaft                                       | Platzierung                                      |
| ------------------------------------------------ | ------------------------------------------------ |
| FK Jahorina Prača                                | 1.                                               |
| BKB Berič-Kiseljak                               | 2.                                               |
| FK Radnički Goražde                              | 3.                                               |
| FK Drina Goražde                                 | 4.                                               |

| Kanton Herzegowina-Neretva (Kantonalna liga HNK) | Kanton Herzegowina-Neretva (Kantonalna liga HNK) |
| Mannschaft                                       | Platzierung                                      |
| ------------------------------------------------ | ------------------------------------------------ |
| NK Međugorje                                     | 1.                                               |
| FK Blagaj                                        | 2.                                               |
| FK Lokomotiva Mostar                             | 3.                                               |
| FK Bjelopoljac                                   | 4.                                               |
| UŠS Fortuna                                      | 5.                                               |
| NK Neretva Čeljevo 2020                          | 6.                                               |
| HNK Branitelj                                    | 7.                                               |
| FK Iskra Stolac                                  | 8.                                               |
| NK Cim                                           | 9.                                               |
| NK Mostar                                        | 10.                                              |